# 1911
| 1911                                                         |
| ------------------------------------------------------------ |
| Dødsfald - Fødsler                                           |
| • Begivenheder • Film • Litteratur • Musik • Politik • Sport |

| Gregoriansk kalender | 1911 MCMXI              |
| Ab urbe condita      | 2664                    |
| Armensk kalender     | 1360 ԹՎ ՌՅԿ             |
| Kinesiske kalender   | 4607 – 4608 庚戌 – 辛亥 |
| Etiopisk kalender    | 1903 – 1904             |
| Jødisk kalender      | 5671 – 5672             |
| Hindukalendere       |                         |
| - Vikram Samvat      | 1966 – 1967             |
| - Shaka Samvat       | 1833 – 1834             |
| - Kali Yuga          | 5012 – 5013             |
| Iransk kalender      | 1289 – 1290             |
| Islamisk kalender    | 1329 – 1330             |

Konge i Danmark: Frederik 8. 1906-1912
Se også 1911 (tal)

## Begivenheder

### Januar
- 8. januar – som det sidste enevældige monarki i Europa får Monaco en forfatning, der indfører konstitutionelt monarki
- 18. januar - med en dobbeltdækker lander amerikaneren Eugene B. Ely som den første nogensinde med et fly på dækket af et skib - et marinefartøj

### Februar
- 1. februar – Folketælling i Kongeriget Danmark

### April
- 12. april - ved lov vedtages det, at Lurmærket skal bruges som nationalitets-kvalitetsmærke for enkelte danske landbrugsprodukter. Lurmærket er tegnet af Harald Faber, der kæmper for at få dansk smørkvalitet anerkendt i udlandet - især i England
- 21. april – Danmarks Naturfredningsforening stiftes
- 29. april - Det Danske Sprog- og Litteraturselskab grundlægges

### Maj
- 1. maj - i Indianapolis i USA afvikles Indianapolis bilvæddeløbet over 500 miles for første gang
- 15. maj - den amerikanske højesteret fastslår, at Standard Oil er et "urimeligt monopol" og beordrer en opsplitnig af selskabet
- 21. maj - afslutning af krigen i Mexico
- 25. maj – Københavns Idrætspark indvies
- 31. maj - Skibsværftet Harland & Wolf i Belfast søsætter det gode skib Titanic

### Juni
- 22. juni - George 5. krones til ny britisk konge efter Edvard 7. efter formelt at have været konge siden sidstnævntes død året forinden

### Juli
- 24. juli - den amerikanske eventyrer Hiram Bingham opdager Machu Picchu

### August
- 1. august – Københavns Sporveje KS dannes.
- 21. august – Mona Lisa af Leonardo da Vinci bliver stjålet fra Louvre

### September
- 14. september - den russiske premierminister Pjotr Stolypin bliver skudt i operahuset i Kijev af en jødisk revolutionær under overværelse af zar Nikolaj 2.[1]
- 23. september - den amerikanske flypioner Earl Ovington foretager den første flyvning med luftpost autoriseret under det amerikanske postvæsen, da han i sit fly flyver post mellem to byer på Long Island i New York
- 29. september - Kongeriget Italien erklærer krig mod det Osmanniske rige pga. uenighed om Tripolitania
- 30. september - det danske fragtskib S/S Swarland forsvinder ud for Rotterdam

### Oktober
- italienske mariner går i land ved Tripoli5. oktober - Italienske marinere erobrer byen Tripoli i Nordafrika[2]
- 10. oktober – En mislykket rishøst i Kina medfører ungkinesernes kup, og den sidste kejser tvinges til at træde tilbage

### November
- 1. november - den første bombenedkastning fra et fly under krig finder sted i den italiensk-tyrkiske krig
- 4. november – Selandia, verdens første dieseldrevne skib søsættes fra Burmeister og Wain.
- 5. november – Den første flyvetur tværs over USA afsluttes i Pasadena. Turen, som er på 3417 miles, tager 49 dage.
- 30. november – Københavns Hovedbanegård indvies

### December
- 12. december - Delhi afløser Calcutta som hovedstad i Indien
- 14. december – Roald Amundsen og hans ekspedition når som de første mennesker Sydpolen 35 dage før Robert Falcon Scott
- 23. december - Dumaen i Rusland forbyder jagt på zobel for at sikre arten mod udryddelse
- 29. december - efter afskaffelsen af kejserdømmet bliver Sun Yat-sen den første præsident for Republikken Kina

## Født

### Januar
- 11. januar – Zenko Suzuki, japansk politiker (død 2004).
- 14. januar – Clara Østø, dansk skuespillerinde (død 1983).
- 25. januar – Kurt Maetzig, østtysk filminstruktør (død 2012).
- 26. januar – Sam Besekow, dansk skuespiller og instruktør (død 2001).
- 27. januar – Paul René Gauguin, dansk/norsk kunstner (død 1976).
- 28. januar – Johan van Hulst, hollandsk politiker (død 2018).

### Februar
- 6. februar – Ronald Reagan, amerikansk præsident og skuespiller (død 2004).
- 20. februar – P. V. Glob, arkæolog, rigsantikvar (død 1985).
- 28. februar – Otakar Vávra, tjekkisk filminstruktør (død 2011).

### Marts
- 16. marts – Pierre Harmel, belgisk politiker (død 2009).
- 16. marts – Josef Mengele, tysk nazilæge (død 1979).
- 26. marts - Bernard Katz, tyskfødt biofysiker (død 2003).

### April
- 8. april – Melvin Calvin, amerikansk nobelprismodtager i kemi (død 1997)
- 20. april – Cosper, dansk tegner (død 2003).
- 23. april – Ronald Neame, britisk filminstruktør (død 2010).
- 24. april – Jakob Bech Nygaard, dansk forfatter (død 1988).
- 27. april – Johan Philipsen, dansk politiker, arbejds- og boligminister (død 1992).

### Maj
- 5. maj – Andor Lilienthal, ungarsk stormester i skak (død 2010).
- 18. maj – Ingvar Blicher-Hansen, dansk direktør (død 1995).
- 23. maj – Frans Andersson, dansk kammersanger (død 1988).
- 27. maj – Hubert Humphrey, amerikansk politiker og vicepræsident (død 1978).
- 27. maj – Vincent Price, amerikansk skuespiller (død 1993).
- 31. maj – Maurice Allais, fransk økonom og fysiker (død 2010).

### Juni
- 11. juni - Poul Qvesel, dansk skoleinspektør og borgmester (død 2016).
- 15. juni – Grete Frische, dansk skuespiller, manuskriptforfatter og instruktør (død 1962).
- 24. juni – Juan Manuel Fangio, argentinsk racerkører (død 1995).
- 24. juni – Helga Pedersen, dansk højesteretsdommer og politiker (død 1980).
- 29. juni – Prins Bernhard af Holland, (død 2004).
- 29. juni – Bernard Herrmann, amerikansk komponist (død 1975).
- 30. juni – Czesław Miłosz, polsk forfatter. Modtog Nobelprisen i litteratur i 1980 (død 2004).

### Juli
- 1. juli – Sergei Sokolov, russisk kommandant (død 2012).
- 4. juli – Mitch Miller, amerikansk sanger og musiker (død 2010).
- 5. juli – Georges Pompidou, fransk præsident (død 1974).
- 18. juli – Hume Cronyn, canadisk skuespiller (død 2003).
- 27. juli – Henry Grünbaum dansk politiker, økonomiminister og finansminister (død 2006).
- 27. juli – Inger Lassen, dansk skuespiller (død 1957).

### August
- 6. august – Kelvin Lindemann, dansk forfatter (død 2004).
- 8. august – Elith Foss, dansk skuespiller (død 1972).
- 8. august – Else Jarlbak, dansk skuespiller (død 1963).
- 25. august – Vo Nguyen Giap, vietnamesisk general og statsmand (død 2013).

### September
- 2. september - Erich Fritz Reuter, tysk billedhugger (død 1997).
- 10. september – Renée Simonot, fransk skuespillerinde (død 2021).
- 13. september – Lilly Helveg Petersen, dansk politiker (død 2005).
- 24. september – Konstantin Tjernenko, sovjetisk politiker (død 1985).
- 27. september – Poul Cadovius, dansk møbelarkitekt (død 2011).

### Oktober
- 23. oktober – Frederik Bramming, dansk tegner og illustrator (død 1991).
- 25. oktober – Roelof Frankot hollandsk maler (død 1984).
- 25. oktober – Mikhail Jangel, russisk raketkonstruktør (død 1971).

### November
- 1. november – Sonja Ferlov Mancoba, dansk billedhugger (død 1984).
- 12. november – Mime Fønss, dansk skuespiller (død 1994).
- 16. november – Edward Kofler, polsk-schweizisk matematiker (død 2007).
- 19. november – Dorothy Larsen, kgl. dansk kammersanger (død 1990).

### December
- 8. december – Lee J. Cobb, amerikansk skuespiller (død 1976).
- 11. december – Qian Xuesen, kinesisk videnskabsmand (død 2009).
- 14. december – Spike Jones, amerikansk musiker og bandleder (død 1965).
- 23. december – Niels K. Jerne, dansk-engelsk immunolog, nobelpristager (død 1994).
- 25. december – Louise Bourgeois, fransk-amerikansk billedkunstner (død 2010).
- 29. december – Klaus Fuchs, tysk fysiker og spion (død 1988).
- 29. december – Illona Wieselmann, dansk skuespiller (død 1963).

## Dødsfald
- 3. februar – Christian Bohr, dansk fysiolog og professor (født 1855).
- 25. februar – Emil Vett, dansk handelsmand og grundlægger (født 1843).
- 4. maj - Adolph Woermann, tysk forretningsmand og politiker (født 1847)
- 18. maj – Gustav Mahler, østrigsk komponist og dirigent (født 1860).
- 6. juni – Chresten Hørdum, dansk politiker (født 1846).
- 8. juni – Emil Poulsen, kgl. dansk skuespiller (født 1842).
- 26. juni – Vilhelm Bergsøe, dansk forfatter og zoolog (født 1835).
- 16. september – Edward Whymper, engelsk bjergbestiger og opdagelsesrejsende – første mand på toppen af Matterhorn (født 1840).
- 2. oktober – Edvard Blaumüller, dansk præst, forfatter og teolog (født 1851).
- 5 december – Edvard Petersen, dansk maler (født 1841)

## Sport
- 21. oktober - det danske herrelandshold i fodbold, taber 0-3 til England på Park Royal i London[3]

## Nobelprisen
- Fysik – Wilhelm Wien
- 31. december - Kemi – Marie Sklodowska-Curie
- Medicin – Allvar Gullstrand, Sverige. øjets brydning.
- Litteratur – Count Maurice (Mooris) Polidore Marie Bernhard Maeterlinck
- Fred – Tobias Michael Carel Asser (Holland), initiativtager til International Conferences of Private Law i Haag: Alfred Hermann Fried (Østrig), stifter af Die Waffen Nieder.

## Film
- Balletdanserinden – med Asta Nielsen, instrueret af August Blom
- Den farlige Alder – instrueret af August Blom
- Ved Fængslets Port – instrueret af August Blom
- Den sorte Drøm – med Asta Nielsen og Valdemar Psilander, instrueret af Urban Gad
- Den hvide slavehandels sidste offer – instrueret af August Blom
- Mormonens Offer – med Valdemar Psilander, instrueret af August Blom